# 安东尼·洛西亚
安东尼·洛西亚（法語：Anthony Losilla，1986年3月10日—）是一位法国足球运动员，自2014-15赛季起效力于德乙俱乐部波鸿，于场上司职中场。

## 球员生涯
青年时期的洛西亚曾在圣艾蒂安受训，但在代表俱乐部B队效力两年后，仍未能获得任何职业合同。他随后离开圣艾蒂安，于2006年6月加盟法国全国联赛（第三级）俱乐部戛纳。洛西亚在戛纳征战了两个赛季，共出场73次及射入2球。
2008年，洛西亚转投同属全国联赛的巴黎。在巴黎取得出场74次及射入3球的成就后，他于2010年夏天加入法乙俱乐部拉瓦勒。在拉瓦勒的两年间，洛西亚共参加了76场乙级联赛并射入4球。
在两个赛季的稳定发挥之后，洛西亚的表现吸引了一些德甲俱乐部的关注。他最终选择移居德国，为德乙俱乐部德累斯顿迪纳摩效力。 这位中场球员签署了一份为期两年、至2014年6月30日届满的合同，其后又提前延长了三年至2017年。
2014年夏天，随着德累斯顿降入德丙，洛西亚得以免费转会至波鸿，因为他与德累斯顿的合同仅在德甲和德乙有效。至2019-20赛季初，洛西亚接替斯特凡诺·切洛齐，被波鸿时任主教练罗宾·杜特任命为球队的新队长。他在波鸿被队友尊称为“托托”（Toto）。

## 成就
- 德乙联赛冠军：2021年